# Сара Скіттедал
Сара Магдалена Скіттедал (нар. 6 серпня 1986) — шведськ політична діячка з партії християнських демократів. Обрана депутаткою Європарламенту на виборах 2019 року.
У період з 2013 по 2016 рік очолювала Молодих християнських демократів. З 2016 по 2019 рр. вона була муніципальною уповноваженою Лінчепінгу.

## Раннє життя і освіта
Сара Скіттедал вивчала політологію, політичну економію та історичну науку на Стокгольмському університеті. Вона також вивчала риторику, шведську мову та право. Скіттедал брала участь у конкурсі краси «Міс Швеція» у 2006 році, куди послав заявку її наречений, увійшла до 15 фіналісток.
Скіттедал — католичка, яка перейшла до католицької віри з лютеранства.

## Політична кар'єра
У вересні 2002 року Сара Скіттедал стала членкинею молодих християнських демократів. Відтоді вона була головою виборчого округу Ганінге від партії і омбудсменкою для районної групи в муніципалітеті Стокгольма. Вона була директором округу для християнських демократів Стокгольма і заступницею голови партії в комуні Ганінге.
Сара Скіттедал має досвід у політиці муніципалітету Ганінге, до 2010 року вона була першою заступницею голови правління у сфері освіти дорослих та вищої школи, а також присяжною в суді Седертерна.
На загальних виборах 2010 року в Швеції вона була заміною в міській раді Ганінге, з якої була звільнена з початку 2011 року, коли переїхала з муніципалітету. На виборах 2009 і 2014 років до Європейського парламенту Скіттедал була кандидаткою від своєї партії. На загальних виборах 2010 року вона стала кандидаткою на муніципальні вибори в Стокгольмі. Вона також проживала в Векше і брала участь у загальних виборах 2014 року в окрузі Крунуберг.
Скіттедал була головою молодих християнських демократів з 11 травня 2013 року і членкинею виконавчого комітету партії християнських демократів. Раніше вона була першою заступницею голови молодих християнських демократів. З травня 2011 по травень 2015 була заступницею голови Молоді Європейської народної партії (YEPP).
У жовтні 2015 року Скіттедал стала ключовим фактором у рішенні християнських демократів вийти зі спірної грудневої угоди.
У липні 2016 року Скіттедал оголосила, що на наступному засіданні, яке відбудеться наприкінці 2016 року, піде у відставку з посади голови молодих християнських демократів. 8 вересня 2016 року вона оголосила, що отримала посаду міської комісарки у Лінчепінгу. У кампанії на виборах у вересні 2018 року до Лінчепінгської мерії вона змусила свою партію виділитися як таку, що найбільше прагне до зниження муніципального податку, і отримали 7,5 % голосів, що в порівнянні з 4,8 % на виборах 2014 року було найбільшим збільшенням будь-якої партії.
У 2018 році Скіттедал була обрана провідною кандидатурою християнських демократів на виборах до Європейського Парламенту 2019 року.